# Ормон, Жан-Луи
Жан-Луи Ормон (фр. Jean-Louis Ormond, 22 ноября 1894 — 29 октября 1986, Корсо) — швейцарский шахматист и шахматный функционер.

## Биография

### Шахматист
Участник пяти чемпионатов Швейцарии (с 1938 по 1946 гг.). Лучший результат — бронзовая медаль в 1943 г.
В составе сборной Швейцарии участник неофициальной шахматной олимпиады 1936 г. Выполнял функции запасного участника. Сыграл 15 партий, в которых набрал 5½ очков (3 победы, 7 поражений и 5 ничьих). В базах есть 4 партии Ормона из этого соревнования: победа Н. Черновым (Эстония), поражения от Л. Рёдля (Германия) и А. де Гроота (Нидерланды), ничья с Ж. Франсезом (Болгария). Также в составе национальной сборной Ормон в 1946 г. участвовал в матче со сборной Франции, где на 10-й доске набрал 1½ из 2 против А. Вуазена.
В 1925 г. в сеансе одновременной игры сделал ничью в партии с А. А. Алехиным, в 1934 г. в рамках аналогичного мероприятия сумел нанести поражение чемпиону мира.
С начала 1940-х гг. занимался игрой по переписке. Участвовал в двух чемпионатах Швейцарии по переписке: 1941—1942 гг. (4-е место) и 1943—1944 гг. (серебряная медаль). Позже принял участие в нескольких заочных международных турнирах.

### Функционер
В 1918 г. Ормон открыл шахматный клуб в городе Веве.
С 1925 г. входил в состав руководства Швейцарской шахматной федерации. С 1937 по 1941 гг. занимал пост президента организации.
После Второй мировой войны активно занимался организацией соревнований по переписке. Наиболее значительный турнир, организованный Ормоном, — «Золотой конь» («Goldener Springer»), впервые прошедший в 1964 г.
Ормон занимал руководящие должности в ИКЧФ. С 1951 по 1953 гг. был президентом организации. В 1965 г. получил звание почётного члена ИКЧФ.